# موعظه
موعظه در لغت به معنای «پند و نصیحت و آنچه را شخص از پند و نصیحت و وعده و وعید بیان می‌کند» می‌باشد. پند دادن، نصیحت کردن، اندرز دادن، وصیت کردن، وعظ کردن و موعظه کردن؛ همگی در زبان فارسی به یک معنا استعمال شده‌اند. گاهی حکمت در قالب موعظه و نصیحت القاء می‌شود. حکمت به معنی علم و دانش، راستی و درستی و کلام موافق حق می‌باشد.
موعظه در عین حال یکی از انواع شیوهای سخنرانی است، روش‌های دیگر عبارتند از حکمت و خطابه که به اقتضای نزدیکی و رابطه تنگاتنگ این مفاهیم در این نوشتار سعی به تعریف و مقایسه هر سه مفهوم شده‌است.

## موعظه و حکمت
تفاوت موعظه و حکمت در اینست که حکمت تعلیم است و موعظه تذکار، حکمت‌برای آگاهی است و موعظه برای بیداری، حکمت مبارزه با جهل است و موعظه مبارزه با غفلت، سر و کار حکمت‌با عقل و فکر است و سر و کار موعظه با دل و عاطفه، حکمت‌یاد می‌دهد و موعظه یادآوری می‌کند، حکمت‌بر موجودی ذهنی می‌افزاید و موعظه ذهن را برای بهره‌برداری از موجودی خود آماده می‌سازد، حکمت چراغ است و موعظه بازکردن چشم است‌برای دیدن، حکمت‌برای اندیشیدن است و موعظه برای به خود آمدن، حکمت زبان عقل است و موعظه پیام روح. از اینرو شخصیت گوینده در موعظه نقش اساسی دارد، بر خلاف حکمت. در حکمت روحها بیگانه‌وار با هم سخن می‌گویند و در موعظه حالتی شبیه جریان برق که یک طرف آن گوینده است، و طرف دیگر شنونده به وجود می‌آید و از این رو در این‌گونه از سخن است که «اگر از جان برون آید نشیند لا جرم بر دل»، و گرنه از گوش شنونده تجاوز نمی‌کند. دربارهٔ سخنان موعظه‌ای گفته شده‌است: «الکلام اذا خرج من القلب دخل فی القلب و اذا خرج من اللسان لم یتجاوز الاذان» سخن اگر از دل برون آید و پیام روح باشد در دل نفوذ می‌کند اما اگر …

## موعظه و خطابه
موعظه با خطابه نیز متفاوت است، سر و کار خطابه نیز با احساسات است اما خطابه برای تهییج و بیتاب کردن احساسات است و موعظه برای رام ساختن و تحت تسلط درآوردن، خطابه آنجا به کار آید که احساسات خمود و راکد است و موعظه آنجا ضرورت پیدا می‌کند که شهوات و احساسات خود سرانه عمل می‌کنند خطابه احساسات، غیرت، حمیت، حمایت، سلحشوری، عصبیت، برتری طلبی، عزت طلبی، مردانگی، شرافت، کرامت، نیکوکاری و خدمت را به جوش می‌آورد و پشت‌سر خود حرکت و جنبش ایجاد می‌کند، اما موعظه جوششها و هیجانهای بیجا را خاموش می‌نماید، خطابه زمان کار را از دست‌حسابگریهای عقل خارج می‌کند و به دست طوفان احساسات می‌سپارد اما موعظه طوفانها را فرومی‌نشاند و زمینه را برای حسابگری و دوراندیشی فراهم می‌کند. خطابه به بیرون می‌کشد و موعظه به درون می‌برد.
فردوسی می‌گوید:
| بسوی خراسان فرستادشان |  | بسی پند و اندرزها دادشان |

سعدی می‌گوید:
| بدان ماند اندرز شوریده حال |  | که گویی بکژدم گزیده منال |